# Hermiswil
Hermiswil es una localidad situada en la comuna de Seeberg, en el cantón de Berna, Suiza.
Fue una comuna independiente hasta el 1 de enero de 2016, en que se fusionó con la comuna de Seeberg.